# Meet Me Halfway, at Least
Meet Me Halfway, at Least è l'album di debutto del gruppo musicale britannico Deaf Havana, pubblicato il 5 ottobre 2009 dalla A Wolf at Your Door Records.

## Tracce
1. This Town Is Ours – 4:03
2. Friends Like These – 2:51
3. 3 Cheers for the Easy Life (feat. Gustav Wood) – 3:47
4. Nicotine and Alcohol Saved My Life – 4:40
5. Another Day in This House – 4:35
6. Waves – 5:10
7. Ice Doesn't Help the Uncoordinated – 2:58
8. You Are Beautiful – 4:02
9. Right Now, I'm Anyone's – 3:10
10. I Guess I'll Be Leaving Soon – 4:06
11. In Desperate Need of Adventure – 6:28

## Formazione
- Ryan Mellor – voce
- James Veck-Gilodi – voce secondaria, chitarra ritmica
- Chris Pennells – chitarra solista
- Lee Wilson – basso
- Tom Ogden – batteria, percussioni